# Saint-Nabord-sur-Aube
Saint-Nabord-sur-Aube é uma comuna francesa na região administrativa de Grande Leste, no departamento de Aube. Estende-se por uma área de 8,55 km². Em 2010 a comuna tinha 142 habitantes (densidade: 16,6 hab./km²).